# شعب (عمران)
شعب هي إحدى قرى الجمهورية اليمنية. تتبع جغرافيا لمحافظة عمران وإداريًا لمديرية جبل عيال يزيد. يبلغ تعداد سكانها 901 نسمة حسب الإحصاء الذي أجري عام 2004.